# UNESCO-Institut für Statistik
Das UNESCO-Institut für Statistik (UIS, englisch UNESCO Institute for Statistics) der UNESCO stellt Statistiken aus den Bereichen Bildung, Wissenschaft und Technologie, Kultur sowie Kommunikation für die Vereinten Nationen bereit.

## Sitz
Das UIS wurde 1999 gegründet. Es hat seinen Sitz auf dem Hauptcampus der Universität Montreal in Montreal, Québec in Kanada.

## Aufgaben
Das Institut dient den UNESCO-Mitgliedstaaten sowie zwischenstaatlichen und nichtstaatlichen Organisationen, Forschungsinstituten, Universitäten und Bürgern. Alle Daten sind kostenlos verfügbar.
Das Institut stellt Bildungsdaten für viele globale Berichte und Datenbanken zur Verfügung, wie die SDG-Globaldatenbank, den Global Education Monitoring Report, die World Development Indicators und den World Development Report (Weltbank), den Human Development Report (Entwicklungsprogramm der Vereinten Nationen) und den State of the World's Children (UNICEF).
Zu den Aufgaben gehört das Sammeln, Verarbeiten, Überprüfen, Analysieren und Verbreiten von international vergleichbaren Daten zu Bildung, Wissenschaft, Kultur und Kommunikation sowie die Entwicklung und Pflege geeigneter Methoden und Standards, die die Herausforderungen von Ländern in allen Entwicklungsstadien widerspiegeln. Geschlechtsspezifisch aufgeschlüsselte Indikatoren werden systematisch in alle UIS-Datenerhebungen integriert.

## Arbeitsbereiche

### Bildungsdaten
Das UIS verwaltet die weltweit umfassendste Bildungsdatenbank. Über 200 Länder und Gebiete nehmen an der jährlichen Bildungsumfrage teil, die als Grundlage für die Berechnung zahlreicher Indikatoren dient.
Die internationale Bildungsstatistiken reichen von der Beteiligung an vorschulischer Bildung bis zu Absolventenzahlen im Hochschulbereich.  Sie erfasst die Geschlechterverteilung, das Lehrpersonal und die  Finanzierung von Bildung.
Das UIS ist die offizielle Datenquelle für die Entwicklungsziele der Bildung für nachhaltige Entwicklung.

### Internationale Zusammenarbeit
Die Technische Kooperationsgruppe für das Nachhaltigkeitsziel SDG 4 fördert den Konsens über die SDG 4-Messagenda. Die Globale Allianz zur Überwachung des Lernens entwickelt neue Indikatoren und Standards für Lernbewertungen.
Die Interinstitutionelle Gruppe für Bildungsungleichheitsindikatoren setzt Standards für die Berichterstattung von Haushaltsdaten.

### Klassifikation und Methodik
Die International Standard Classification of Education (ISCED) ermöglicht länderübergreifende Vergleiche von Bildungsstatistiken.  Das Internationale Observatorium für Chancengleichheit und Inklusion in der Bildung entwickelt Methoden zur Messung von Bildungsgerechtigkeit.

### Spezifische Bereiche
- Bildungsfinanzierung: Verbesserung der Erhebung und Analyse von Finanzindikatoren.
- Globale Initiative für Kinder außerhalb der Schule: Zusammenarbeit mit UNICEF zur Reduzierung der Anzahl von Kindern ohne Schulbildung.
- Lehrerstatistiken: Jährliche Prognosen zum Lehrerbedarf und Indikatoren zu Geschlecht, Qualifikationen und Arbeitsbedingungen von Lehrern.
- Wissenschafts-, Technologie- und Innovationsstatistiken: Erfassung von Investitionen in Forschung und Entwicklung.
- Globale Umfrage zur Kulturbeschäftigung: Erstellung international vergleichbarer Indikatoren zur kulturellen Arbeitskraft.

## UIS Open Data
Alle UIS-Daten sind Open Data und in verschiedenen Formaten frei verfügbar.
Die UIS-Datenbank, konzipiert für Experten, ist eine Online-Ressource, die Länderprofile, Indikatoren und Datenreihen in den Zuständigkeitsbereichen der UNESCO bereitstellt, sowie Werkzeuge zum Erstellen statistischer Tabellen, zugehörige Dokumentation und Metadaten. Entwickler und Forscher können auch eine Programmierschnittstelle nutzen, um UIS-Daten in maschinenlesbaren Formaten herunterzuladen.

## Veröffentlichungen
- World Education Statistics. (englisch). Der Bericht fasst die vom UNESCO-Institut für Statistik veröffentlichten Bildungsdaten zusammen.